# 6P1P

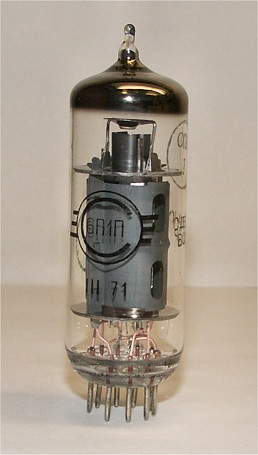
6P1P prod. Svetlana (ZSRR) z 1971 r.

6P1P (ros. 6П1П) – lampa elektronowa, tetroda strumieniowa produkcji radzieckiej. Stosowana jako lampa końcowa (mocy) we  wzmacniaczach audio. Istnieje też wersja tej lampy o zwiększonej niezawodności i długowieczności o oznaczeniu 6P1P-EW (6П1П-ЕВ).

## Dane techniczne
Żarzenie:
- napięcie żarzenia  6,3 V
- prąd żarzenia   0,5 A

| Parametr                        | Wartość  |
| ------------------------------- | -------- |
| napięcie anodowe                | 250 V    |
| prąd anodowy                    | 45 mA    |
| nachylenie charakterystyki (Sa) | 4,9 mA/V |
| napięcie siatki                 | -12,5 V  |

| Parametr               | Wartość |
| ---------------------- | ------- |
| napięcie anodowe       | 250 V   |
| moc tracona na anodzie | 12 W    |
| prąd katodowy          | 70 mA   |